# والتر ریتز
 والتر ریتز (انگلیسی: Walther Ritz؛ زاده ۲۲ فوریهٔ ۱۸۷۸ - درگذشته ۷ ژوئیه ۱۹۰۹) یک فیزیک‌دان تئوری اهل سوئیس بود.